# Kemantan Tinggi
Kemantan Tinggi is een bestuurslaag in het regentschap Kerinci van de provincie Jambi, Indonesië. Kemantan Tinggi telt 799 inwoners (volkstelling 2010).